# Okręg wyborczy Staffordshire
Okręg wyborczy Staffordshire powstał w 1290 r. i wysyłał do angielskiej, a następnie brytyjskiej, Izby Gmin dwóch deputowanych. Okręg obejmował hrabstwo Staffordshire. Został zlikwidowany w 1832 r.

## Deputowani do brytyjskiej Izby Gmin z okręgu Staffordshire

### Deputowani w latach 1290–1660
- 1584–1586: Edward Sutton
- 1588–1593: Walter Harcourt
- 1588–1589: Thomas Gerard
- 1593–1598: Christopher Blount
- 1597–1598: John Dudley
- 1604–1611: Edward Littleton
- 1604–1611: John Egerton
- 1614: Walter Cheywynd
- 1614–1622: Thomas Crompton
- 1621–1622: William Bowyer
- 1628–1629: Hervey Bagot
- 1640–1644: Edward Littleton
- 1640–1641: William Bowyer
- 1641–1642: Hervey Bagot
- 1646–1648: John Bowyer
- 1646–1647: Richard Skeffington
- 1647–1653: Thomas Crompton
- 1653–1654: George Bellot
- 1653–1654: John Chetwood
- 1654–1659: Charles Wolseley
- 1654–1659: Thomas Crompton
- 1654–1659: Thomas Whitgrave

### Deputowani w latach 1660–1832
- 1660–1661: Edward Bagot
- 1660–1661: William Sneyd
- 1661–1663: Thomas Leigh
- 1661–1679: Randolph Egerton
- 1663–1679: Edward Littleton
- 1679–1690: Walter Bagot
- 1679–1685: John Bowyer
- 1685–1689: Edward Littleton
- 1689–1698: John Grey
- 1690–1693: Walter Chetwynd
- 1693–1695: Walter Bagot
- 1695–1712: Henry Paget, torysi
- 1698–1708: Edward Bagot
- 1708–1710: John Wrottesley
- 1710–1713: William Ward
- 1712–1713: Charles Bagot
- 1713–1715: Ralph Sneyd
- 1713–1715: Henry Vernon
- 1715–1727: Thomas Paget, lord Paget, torysi
- 1715–1720: William Ward
- 1720–1757: William Leveson-Gower
- 1727–1754: Walter Wagstaffe Bagot
- 1754–1780: William Bagot
- 1757–1761: Henry Thynne
- 1761–1768: George Grey, lord Grey
- 1768–1787: John Wrottesley
- 1780–1784: George Legge, wicehrabia Lewisham
- 1784–1812: Edward Littleton
- 1787–1799: George Leveson-Gower, hrabia Gower
- 1799–1815: lord Granville Leveson-Gower
- 1812–1832: Edward Littleton, torysi, od 1830 r. wigowie
- 1815–1820: George Leveson-Gower, hrabia Gower
- 1820–1823: John Fenton Boughey
- 1823–1832: John Wrottesley, wigowie